# Colegio Oficial de Ingenieros Agrónomos de Aragón, Navarra y País Vasco

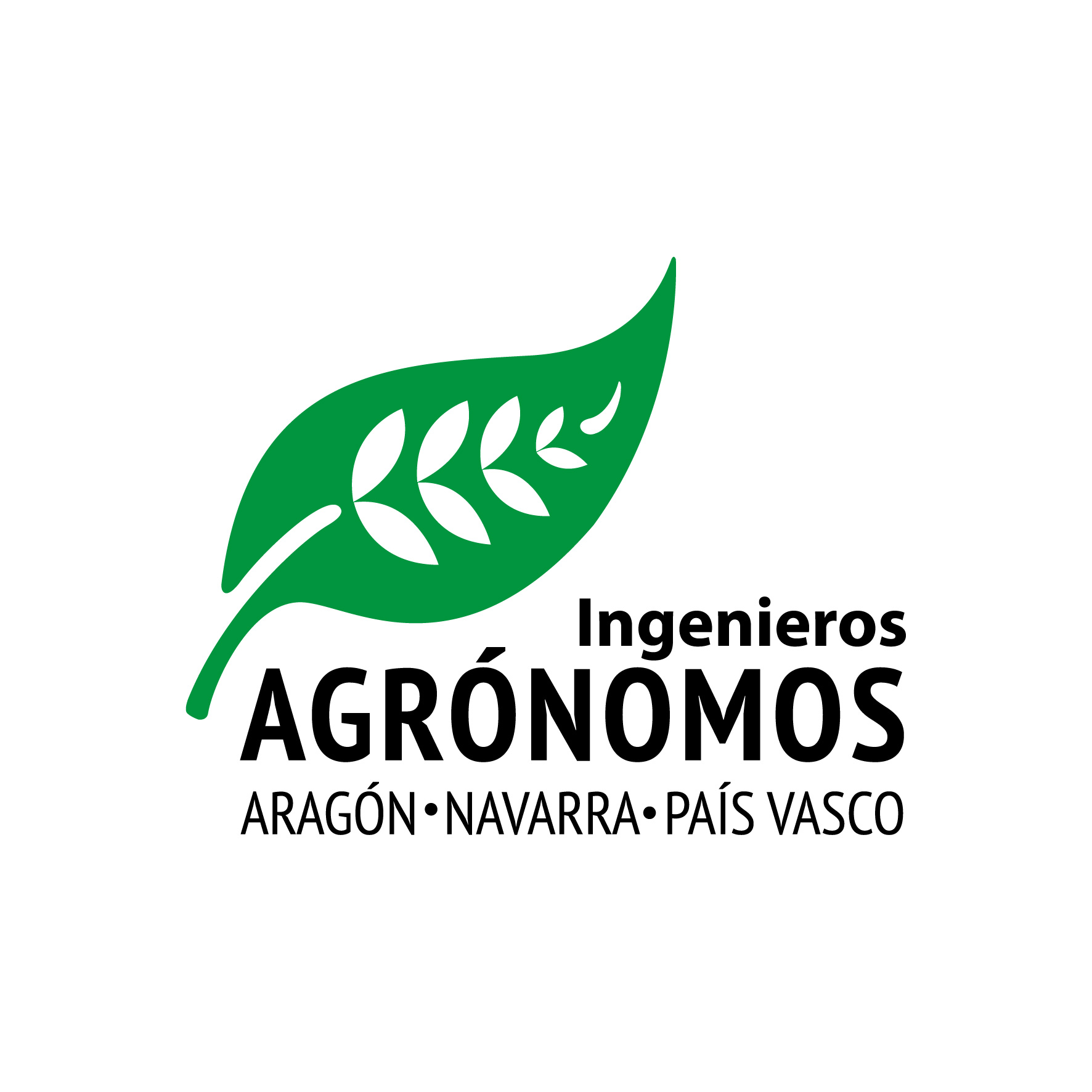

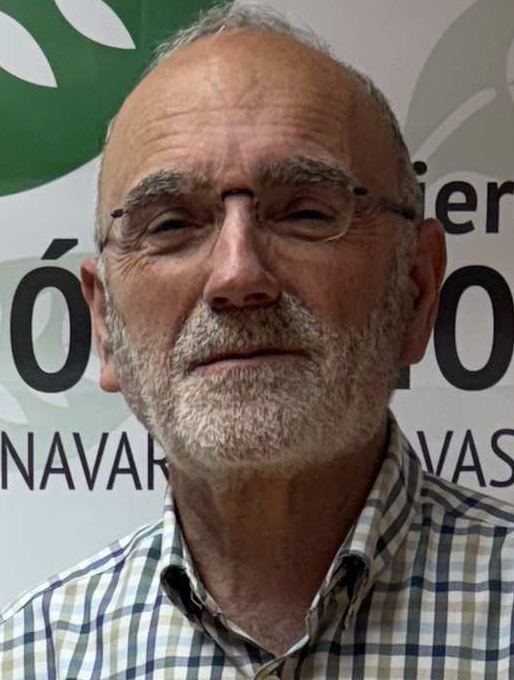
Jesús Ángel Betrán Aso. Decano del Colegio Oficial de Ingenieros Agrónomos de Aragón, Navarra y País Vasco

El Colegio Oficial de Ingenieros Agrónomos de Aragón, Navarra y País Vasco (cuyo acrónimo es COIAANPV) es una corporación de derecho público, fundado en el año 1953. Entre sus objetivos específicos está el servicio a la sociedad con servicios como el visado colegial para garantizar la seguridad.
Son fines esenciales de los Colegios Profesionales la ordenación del ejercicio de la profesión, la representación exclusiva y la defensa de los intereses profesionales de los colegiados.
El COIAANPV es una entidad sin ánimo de lucro y con un carácter independiente, también desde el punto de vista económico ya que autofinancia todas sus actividades.

## La necesidad de una regulación profesional eficaz
La profesión de Ingeniero Agrónomo cuenta con más de 150 años de historia y es una profesión regulada. La regulación, y en particular la de su ejercicio libre, corresponden al Colegio que, en el caso del de Aragón, Navarra y País Vasco, cuenta con 60 años de existencia. La antigüedad no debe ser obstáculo para la adaptación y adecuación a la nueva realidad económica y social sino un aval de experiencia y de saber hacer que, junto con el que aportan el resto de profesiones reguladas, constituye un valioso patrimonio para la sociedad. El carácter de entidad de derecho público constituye la principal garantía para la orientación de la actividad colegial y de sus recursos a favor del interés general.
Las atribuciones profesionales de los Ingenieros Agrónomos no están basadas en una norma concreta sino que es preciso remontarse al siglo XIX así como recopilar un complejo y disperso cuerpo de sentencias de los tribunales así como normas administrativas de menor rango

## Alianza Agroalimentaria Aragonesa
La Alianza Agroalimentaria Aragonesa parte como una iniciativa de cooperación de todo el sector agrario aragonés, en la que el Colegio participa activamente.
Persigue como objetivos el dar a conocer a la opinión pública la importancia del medio rural y del sector agroalimentario como base de la salud y de la estabilidad social, para ello lleva a cabo acciones de comunicación a través de distintos medios para cumplir esos objetivos.

## Comisiones del Colegio
El Colegio tiene una serie de Comisiones de trabajo para el desarrollo de sus objetivos y actividades.
- Comisión Permanente
- Comisión Ejercicio Profesional
- Comisión Congreso Nacional de Desarrollo Rural
- Comisión Agua y Seguridad Alimentaria
- Comisión de formación
- V Foro Nacional de Desarrollo Rural
- VI Foro Nacional de Desarrollo Rural
- VII Foro Nacional de Desarrollo Rural
- VIII Foro Nacional de Desarrollo Rural
- IX Foro Nacional de Desarrollo Rural